# Rukira
Rukira ist ein Sektor im Osten des Distrikts Ngoma in der Ostprovinz von Ruanda.

## Geographie
Rukira hat eine Fläche von 68,6 km² und liegt auf einer Höhe von etwa 1620 m. Der Sektor unterteilt sich in die vier Zellen Buliba, Kibatsi, Nyaruvumu und Nyinya. Angrenzende Sektoren innerhalb des Distrikts sind Kibungo im Nordwesten und Murama im Südwesten.

## Bevölkerung
Nach Stand der Volkszählung von 2022 liegt die Einwohnerzahl bei 29.893. Zehn Jahre zuvor waren es 25.250, was einem jährlichen Bevölkerungszuwachs von 1,7 Prozent zwischen 2012 und 2022 entspricht.

## Verkehr
Durch den Sektor verläuft die District Road 66.